# Цихмістро Володимир Васильович
Володимир Васильович Цихмістро (Цихмистро) (нар. 22 лютого 1942) — український радянський діяч, новатор сільськогосподарського виробництва, тракторист радгоспу імені Комінтерну Нововодолазького району Харківської області. Депутат Верховної Ради УРСР 10-го скликання.

## Біографія
Освіта середня.
З 1959 року — робітник, тракторист радгоспу імені Комінтерну села Комінтерн Нововодолазького району Харківської області.
Потім — на пенсії в селі Комінтерн (тепер — Слобожанське) Нововодолазького району Харківської області.